# Чемпионат России по регби-7 среди женщин
Чемпионат России по регби-7 среди женщин — высший дивизион системы регбийных лиг России по регби-7 среди женщин. В соревновании участвуют женские регбийные клубы. Первый чемпионат России был проведён в 1992 году. В 2016 году реорганизован и представлен в современной форме.

## Участники
В чемпионате обычно принимали участие восемь команд, разбитых на две группы:
- Группа А: «Красный Яр» (Красноярск), «РГУТИС-Подмосковье» (Монино), «Химки» (Химки) и «ЦСП-Крылатское» (Москва).
- Группа В: «Енисей-СТМ» (Красноярск), ГБУ КК «ЦСП № 4» (Краснодар), сборная Дагестана (Махачкала) и СДЮСШОР «Буревестник» (Новокузнецк)

Игры проходят в 5 туров между апрелем и октябрём.
В чемпионате 2020/2021 было проведено три тура с участием 11 команд.
В чемпионате 2023/2024 было проведено десять туров с участием 8 команд

## Призёры

### До реорганизации
| Год  | 1-е место    | 2-е место    | 3-е место             |
| ---- | ------------ | ------------ | --------------------- |
| 2013 |              |              | «Енисей-СТМ»          |
| 2014 |              |              |                       |
| 2015 | «Красный Яр» | «Енисей-СТМ» | «ЦСП № 4» (Краснодар) |

### После реорганизации
| Год     | 1-е место            | 2-е место            | 3-е место    |
| ------- | -------------------- | -------------------- | ------------ |
| 2016    | «РГУТИС-Подмосковье» | «Енисей-СТМ»         | «Красный Яр» |
| 2017    | «Енисей-СТМ»         | «РГУТИС-Подмосковье» | «Красный Яр» |
| 2018    | «РГУТИС-Подмосковье» | «Енисей-СТМ»         | «Красный Яр» |
| 2019    | «РГУТИС-Подмосковье» | «Красный Яр»         | «Енисей-СТМ» |
| 2020/21 | ЦСКА                 | «ВВА-Подмосковье»    | «Енисей-СТМ» |
| 2021/22 | ЦСКА                 | «ВВА-Подмосковье»    | «Енисей-СТМ» |
| 2022/23 | ЦСКА                 | «ВВА-Подмосковье»    | «Кубань»     |
| 2023/24 | ЦСКА                 | «ВВА-Подмосковье»    | «Енисей-СТМ» |